# Jon Foster

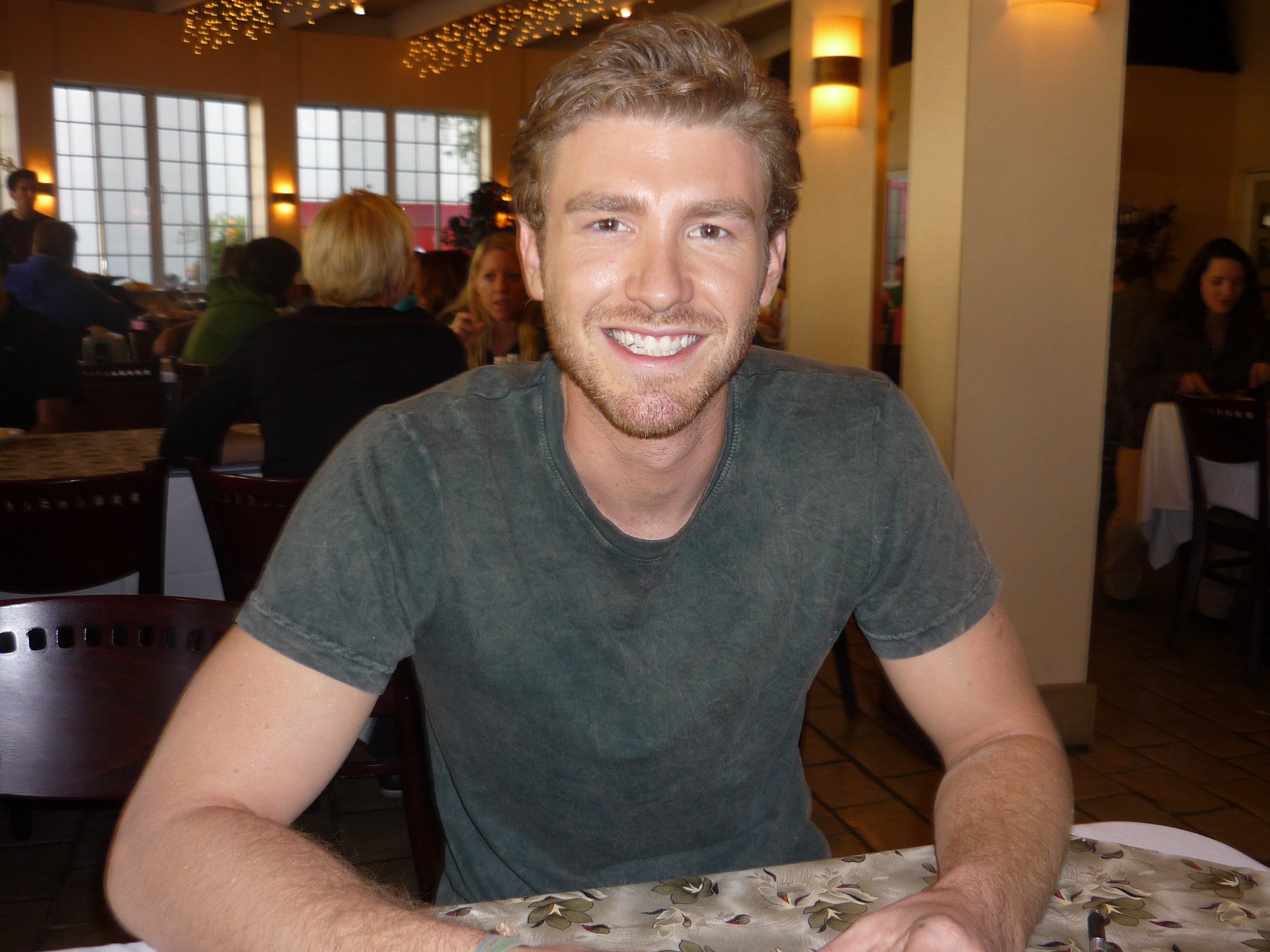
Jon Foster

Jon Foster, född 3 augusti 1984 i Boston, Massachusetts, är en amerikansk skådespelare. Han är med i TV-serien Life As We Know It, där han spelar Ben Conner, som också är skådespelare. Han är uppvuxen i Fairfield i Iowa.
Foster medverkar i filmen Stay Alive. Han är yngre bror till Ben Foster.

## Filmografi
- 1999 – Get Real (TV-serie)
- 2000 – Judging Amy (TV-serie)
- 2000 – Thirteen Days
- 2001 – Life as a House
- 2001 – Danny (TV-serie)
- 2002 – Murder in Greenwich
- 2003 – Terminator 3: Rise of the Machines
- 2004 – Door in the Floor
- 2004 – Life as We Know It (TV-serie)
- 2005 – Law & Order: Special Victims Unit (TV-serie)
- 2006 – Stay Alive
- 2006 – Windfall (TV-serie)
- 2008 – Mysteries of Pittsburgh
- 2008 – Informers
- 2009 – Tenderness
- 2009 – Fault Line
- 2009 – Pandorum
- 2009 – Accidentally on Purpose (TV-serie)
- 2010 – Brotherhood
- 2010 – Last Rites of Ransom Pride
- 2011 – Rampart
- 2012 – Mr. Jones
- 2012 – Ben and Kate (TV-serie)
- 2013 – Suits (TV-serie)
- 2016 – Poor Boy